# Émile Julien Delerue
Pour les articles homonymes, voir Delerue (homonymie).
Émile Julien Delerue (1808-1888), dit Émile Delerue, est un ingénieur français. Polytechnicien et ingénieur des ponts et chaussées il va notamment être affecté aux études et travaux pour la création de la ligne de Paris à Orléans mise en service en 1843. Passé ensuite au chemin de fer de Paris à Lyon, où il participe également à la construction avant d'être nommé chef du service de la voie pour l'ensemble du réseau à la Compagnie des chemins de fer de Paris à Lyon et à la Méditerranée (PLM), nouvellement créée.
Par ailleurs il a été conseiller général et sur la fin de sa vie maire de la commune de Guillerval.

## Biographie
Émile Julien Delerue est né le 4 avril 1808 à Lille. Il est admis à l'École polytechnique à 18 ans, promotion de 1826, et en sort en 1828 pour entrer dans l'École des Ponts et Chaussées. Au concours de 1830-1831, il est classé deuxième de la 1re classe et a reçu le deuxième prix de mécanique : machine à vapeur locomotive.
À sa sortie de l'école, il est nommé élève de 1re classe, à Montpon dans le département de la Dordogne, au service de la navigation de la rivière de l'Isle.
En 1838, il est affecté à Étampes, où il est chargé des études du chemin de fer de Paris à Orléans. Après les travaux, il est nommé officier de la Légion d'honneur et est décoré lors de l'inauguration de la ligne.
En 1844, il devient ingénieur ordinaire attaché au service du chemin de fer de Paris à Lyon et est promu ingénieur en chef en 1846
Lors de la création de la deuxième Compagnie du chemin de fer de Paris à Lyon, en 1852, il quitte le service de la construction pour celui de l'entretien. 
En 1863, après les fusions qui aboutissent à la création de la Compagnie des chemins de fer de Paris à Lyon et à la Méditerranée (PLM), il est nommé chef du service de la voie pour l'ensemble du réseau. À ce poste il doit coordonner l'ensemble des personnels et matériels issus des diverses compagnies. En 1866, une fois cette intégration réussie il est promu officier de l'Ordre de la Légion d'honneur. 
En 1877, il prend sa retraite puis devient maire de la commune de Guillerval, il le restera jusqu'à la fin de sa vie.
Émile Delerue meurt le 20 janvier 1888 à Paris, il est âgé de 79 ans.

## Distinctions
- Chevalier de la Légion d'honneur : le 2 mai 1843.
- Officier de la Légion d'honneur : le 11 août 1866.